# 567

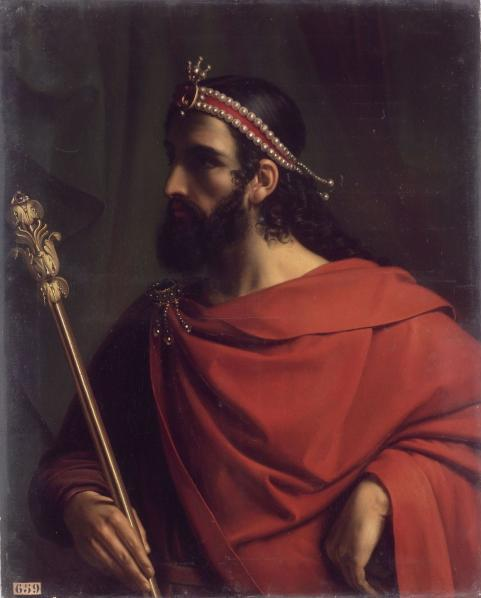
Koning Charibert I (ca. 520-567)

Het jaar 567 is het 67e jaar in de 6e eeuw volgens de christelijke jaartelling.

## Gebeurtenissen

### Europa
- De Longobarden onder leiding van koning Alboin en hun bondgenoten vallen het koninkrijk van de Gepiden (huidige Roemenië) binnen. Koning Cunimund sneuvelt tijdens een veldslag en zijn dochter Rosamunde wordt gevangengenomen. De vestingstad Sirmium (Sremska Mitrovica) wordt opnieuw ingelijfd bij het Byzantijnse Rijk.
- Het koninkrijk van de Gepiden wordt vernietigd, de Avaren vestigen zich permanent in het Donaubekken (Hongarije). Rosamunde wordt gedwongen te trouwen met Alboin. Tijdens het huwelijksfeest zou hij uit een drinkbeker (patera) drinken, die afkomstig was van de schedel van Cunimund. (Volgens de Historia Langobardorum)
- Sigebert I, koning van Austrasië, trouwt in Metz met de beeldschone prinses Brunhilde, dochter van de Visigotische koning Athanagild. Zijn halfbroer Chilperik I treedt in het huwelijk met Galswintha, de jongere zuster van Brunhilde.
- Koning Charibert I overlijdt zonder erfgenaam en zijn koninkrijk (Neustrië en Aquitanië) wordt verdeeld tussen zijn broers Gunthram, Sigebert I en Chilperik I. De complexe verdeling van zijn nalatenschap leidt tot een burgeroorlog.
- De Lombarden veroveren Venetië.

## Geboren
- Amatus van Remiremont, monnik (waarschijnlijke datum)

## Overleden
- Arthelais van Benevento
- Athanagild, koning van de Visigoten
- Charibert I, koning van de Franken
- Cunimund, koning van de Gepiden